# Albertville
Albertville – miejscowość i gmina we Francji, w regionie Owernia-Rodan-Alpy, w departamencie Sabaudia. Przez gminę przepływa rzeka Isère. 
Według danych na rok 1990 gminę zamieszkiwało 17 411 osób, a gęstość zaludnienia wynosiła 993 osób/km² (wśród 2880 gmin regionu Rodan-Alpy Albertville plasuje się na 42. miejscu pod względem liczby ludności, natomiast pod względem powierzchni na miejscu 622.).
Albertville to wielki ośrodek wypoczynkowy w Sabaudii, w Alpach francuskich. W 1992 roku w Albertville odbyły się Zimowe Igrzyska Olimpijskie.